# Studiefonds Oskar Back
Het Studiefonds Oskar Back, opgericht in 1954 ter gelegenheid van de 75e verjaardag van de vioolpedagoog Oskar Back (1879-1963), had als doel het ondersteunen van getalenteerde violisten zonder financiële middelen. 
Het fonds ontving in 1963 uit de nalatenschap van Oskar Back twee violen en strijkstokken in bruikleen, bedoeld voor conservatoriumstudenten. Dit vormde de basis voor het bruikleenfonds van de stichting, waarmee in de loop der jaren vele instrumenten aan muzikanten beschikbaar werden gesteld, zoals een Van der Syde-barokviool, geschonken door Koningin Juliana.  De Stichting Studiefonds Oskar Back organiseerde sinds 1967 het tweejaarlijkse Nationaal Vioolconcours Oskar Back, een platform dat zowel de naam van Oskar Back in ere hield als Nederlands viooltalent stimuleerde. 
In 2008 werd Prins Constantijn beschermheer van de Stichting Studiefonds Oskar Back. De Oskar Back-collectie van muziekinstrumenten werd in 2009 overgedragen aan het Nationaal Muziekinstrumenten Fonds. De stichting is door de fusie opgeheven.
- Library of Congress Control Number: nb2006001468
- Virtual International Authority File: 152697408